# Gianluigi Toccafondo
Gianluigi Toccafondo, né en 1965 à Saint-Marin,, est un réalisateur de cinéma d'animation et plasticien italien.

## Biographie
Gianluigi Toccafondo est né en 1965 à Saint-Marin. Diplômé de l'Institut des Beaux-Arts d'Urbino, il décide de mettre en mouvement son travail de peinture à travers une technique qui l’a consacré dans les années 1990 comme l’un des réalisateurs de cinéma d’animation les plus essentiels.
Presque toujours, Toccafondo utilise des images préexistantes (photos de magazines, photogrammes de films) qu’il déforme à la photocopie puis retravaille à l’acrylique, au crayon ou tout autre medium, pour ensuite les refilmer une à une. Auteur de courts-métrages présentés dans les festivals internationaux, Gianluigi Toccafondo est également assistant réalisateur sur Gomorra de Matteo Garrone en 2008, et réalise en 2010 le générique du film Robin des bois de Ridley Scott.
Le Festival international du film de La Rochelle lui a consacré une rétrospective en 2013 dans le cadre de ses programmes « Peinture Animée ».

## Publications
- Il nuotatore, riproduzione anastatica di un taccuino di disegni,  2012, Franco Cosimo Panini edizioni, 15 pages.
- Illustrations pour Antonio Delfini, Poesie della fine del Mondo, Del prima et del dopo, D406/Logos edizioni, 364 pages.
- Le avventure di Pinocchio, livre joint au DVD Pinocchio, 2011, Logos/D406 edizioni, 40 pages.
- Gianluigi Toccafondo, 2006, Fandango, 80 pages.
- Anche una zebra in mezzo agli uomini, disegni per il teatro, 2004, D406 edizioni, 148 pages.
- Gianluigi Toccafondo (a partire dalla coda), 2002, Coconino Press, 143 pages.

## Filmographie (courts-métrages)
- 1989 : La Coda
- 1991 : La Pista
- 1993 : La Pista del maiale
- 1994 : Le Criminel
- 1999 : Pinocchio
- 2000 : Essere morti o essere vivi è la stessa cosa
- 2004 : La Piccola Russia
- 2012 : Bandits Manchots[4]

## Distinctions
- 1992 - Festival international du court métrage de Clermont-Ferrand
  - Prix - Compétition internationale : Mention spéciale du jury pour La Pista
- 1993 - Berlinale
  - Nomination - Meilleur court-métrage pour La Pista del maiale
- 1994 - Festival international du film de Chicago
  - Nomination - Meilleur court-métrage pour Le Criminel
- 1994 - Festival international du court métrage de Clermont-Ferrand
  - Prix - Compétition internationale : Mention spéciale du jury pour La Pista del maiale
  - Prix - Compétition nationale : Mention spéciale du jury pour Le Criminel
- 1999 - Festival international du film documentaire et du film d'animation de Leipzig
  - Prix - Animated Films and Videos pour Pinocchio
- 2004 - Festival international du film d'animation d'Annecy
  - Nomination - Meilleur court-métrage pour La Piccola Russia
- 2004 - Ottawa International Animation Festival
  - Prix - Best Narrative Short Film Under 35 Minutes pour La Piccola Russia
- 2004 - Tallinn Black Nights Film Festival
  - Prix - Animated Dreams Grand Prize "Wooden Wolf" pour La Piccola Russia
- 2004 - Festival du film de Turin
  - Prix - documentaire et prix spécial pour La Piccola Russia